# Orienticius vulpes
Espèce
Synonymes
- Attus vulpes Grube, 1861
- Pseudicius vulpes (Grube, 1861)
- Pseudicius orientalis Kulczyński, 1895
- Euophrys undulatovittata Bösenberg & Strand, 1906
- Euophrys breviaculeis Bösenberg & Strand, 1906
- Breda lambdasignata Bösenberg & Strand, 1906

Orienticius vulpes est une espèce d'araignées aranéomorphes de la famille des Salticidae.

## Distribution
Cette espèce se rencontre en Chine, en Corée, au Japon et en Russie orientale.

## Publication originale
- Grube, 1861 : Beschreibung neuer, von den Herren L. v. Schrenck, Maack, C. v. Ditmar u. a. im Amurlande und in Ostsibirien gesammelter Araneiden. Bulletin de l'Académie impériale des sciences de Saint-Pétersbourg, vol. 4, p. 161-180.